# Béla Imrédy
Béla Imrédy de Ómoravicza (Budapest, 29 de diciembre de 1891-Íbid., 28 de febrero de 1946) fue un político húngaro que ejerció de primer ministro desde 1938 hasta 1939.

## Orígenes y primeros cargos
La familia de Imrédy pertenecía a la minoría alemana burguesa católica y el apellido original familiar había sido Henrich. Contaba además con antepasados algunos judíos, información que solo se conoció tardíamente.

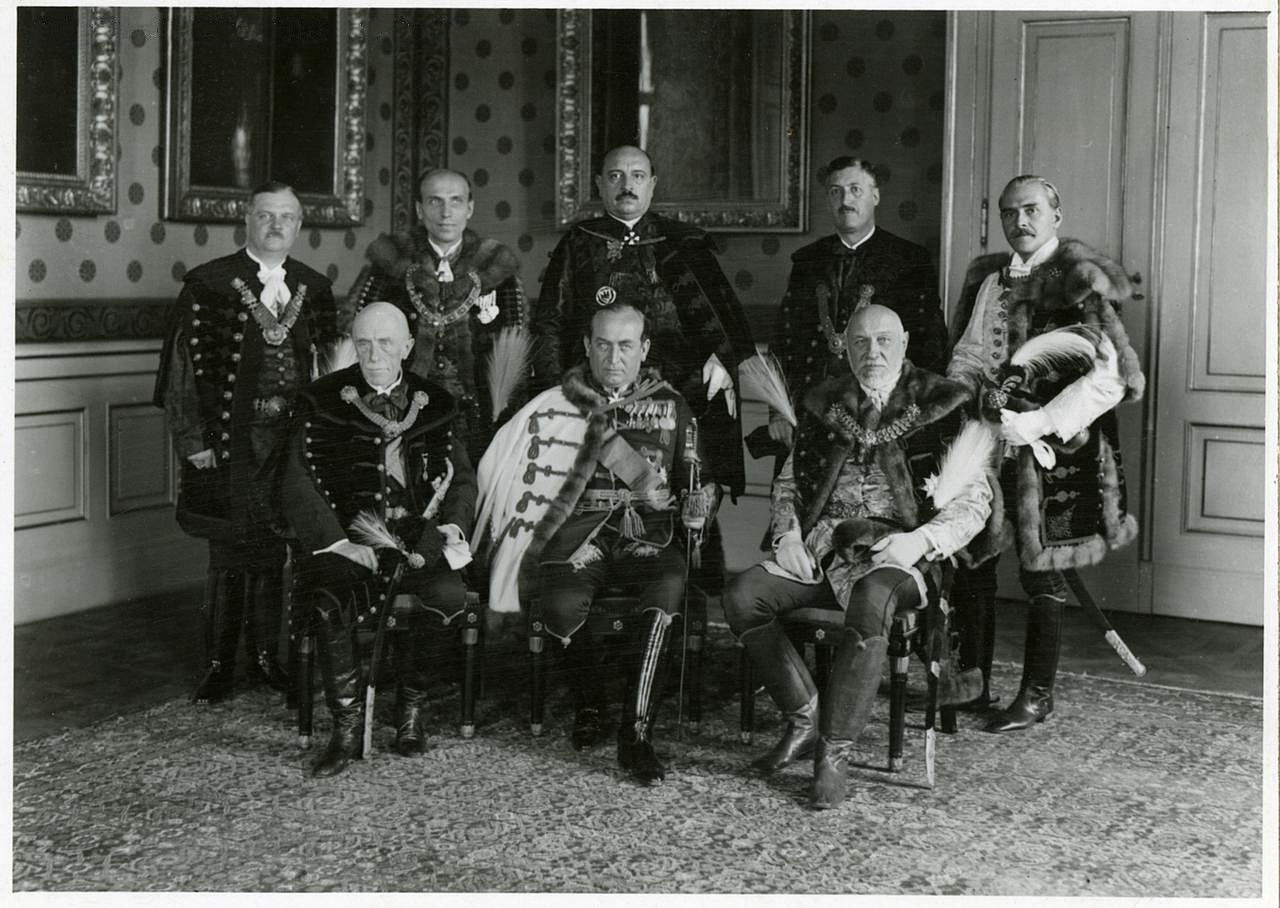
Imrédy, segundo por la izquierda en la segunda fila, en una fotografía del Consejo de Ministros que presidió Gyula Gömbös.

Hábil economista, presidió el Banco Nacional a pesar de su juventud. Conservador y ortodoxo, se le apreciaba en los círculos financieros tanto nacionales como extranjeros. Ministro de Finanzas en el Gobierno de Gyula Gömbös, dimitió y el 7 de enero de 1935 regresó a la presidencia del Banco Nacional. Desde este puesto, respaldó el programa de rearme planteado por el primer ministro Kálmán Darányi tras la visita a Hitler de noviembre de 1937 en la que este insinuó un posible apoyo alemán a la recuperación magiar de territorio checoslovaco. Imrédy, brillante economista, apenas redujo ligeramente los planes presentados.

## El gobierno de Imrédy

### Favorable a los franco-británicos
El 13 de mayo de 1938, el regente escogió a Imrédy, antiguo presidente del banco central, como nuevo primer ministro para intentar fomentar el interés británico en la modificación de fronteras favorable a Hungría, ya que Imrédy era conocido por sus inclinaciones probritánicas y sus contactos en el mundo de las finanzas de ese país. Imrédy siguió la política de mantener el margen de maniobra entre las distintas potencia europeas defendida por el ministro de Asuntos Exteriores Kánya. Para tratar de disipar la imagen de fascismo que tenían los británicos, amplió la prohibición de participar en política de los militares a los funcionarios, reprimió las actividades de los grupos fascistas y mandó juzgar y condenar a su principal dirigente, Ferenc Szálasi. Además, continuó las conversaciones que, a sugerencia de los británicos, se estaban llevando a cabo con vecinos de la Pequeña Entente. No renunció a obtener territorios de Checoslovaquia, pero deseaba, en lo posible, hacerlo gracias a la cooperación de Gran Bretaña y Francia. Según declaró, su modelo era el autoritario ultraconservador de Salazar.

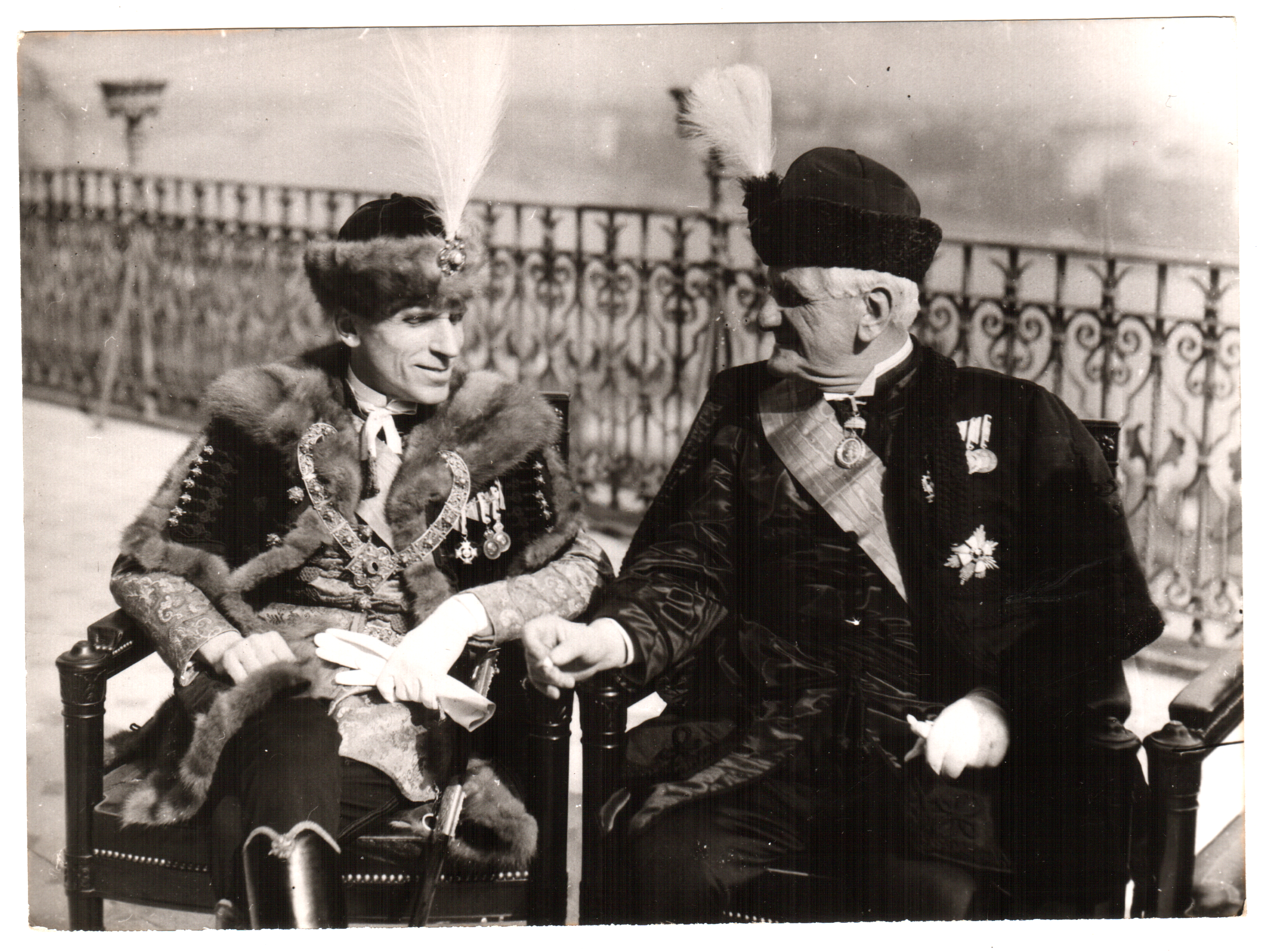
Imrédy, junto al influyente ministro de Asuntos Exteriores, Kálmán de Kánya en el Palacio Sándor.

La relación con Checoslovaquia empeoró notablemente durante la crisis de mayo, en la que el Ejército checoslovaco se desplegó por las fronteras ante el erróneo informe de que los alemanes estaban concentrando unidades cerca de la frontera. Budapest reaccionó movilizando a su vez a parte de los reservistas. Deseoso de retomar Eslovaquia y Rutenia sin desatar un conflicto militar, Imrédy aceptó los nuevos planes alemanes que indicaban que Hungría no participaría en las operaciones contra Checoslovaquia, pero se negó a permitir el despliegue de fuerzas alemanas en territorio magiar, arguyendo que tal medida llevaría a que Rumanía y Yugoslavia acudiesen en ayuda de su aliado. Preocupado por la reacción yugoslava a la crisis checoslovaca, en julio trató infructuosamente de obtener la garantía italiana de intervención militar si Yugoslavia atacaba Hungría en auxilio de Checoslovaquia. Mientras, las conversaciones con la Pequeña Entente llevaron al acuerdo de Bled, que dividió a los tres aliados como había deseado Budapest pero tuvo escasa trascendencia.
En agosto y de nuevo a mediados de septiembre, acudió junto con el ministro de Asuntos Exteriores Kánya a Berchtesgaden donde Hitler les propuso que añadiesen sus exigencias a las alemanas, reclamando la cesión de todos los territorios anteriormente húngaros e invadiendo junto con Alemania en caso de que no fuesen atendidas. Imrédy se negó, convencido de que, en caso de guerra, Francia acudiría en ayuda de su aliado checoslovaco. Los mandatarios húngaros que el país aún no estaba en condiciones de participar en una guerra ya que apenas había comenzado a rearmarse. Hitler decidió no presionar a los húngaros, aunque indicó, recordando las aspiraciones territoriales magiares:

Aquel que desee sentarse a la mesa debe al menos ayudar en la cocina.

En la reunión de septiembre, en la que los representantes húngaros encabezados por Imrédy se mostraron más dispuestos a ayudar a Alemania a presionar a Checoslovaquia temerosos de que no hubiese cambios favorables a Hungría, el primer ministro siguió negándose a participar en una campaña militar que pudiese servir a Hitler para poner fin a las conversaciones con los británicos y destruir Checoslovaquia por la fuerza, si bien sí aceptó exigir a Praga un plebiscito en las zonas de mayoría magiar. Temeroso de aparecer como agresor si atacaba a los checoslovacos pero también de desagradar a Hitler, Imrédy se decidió por una posición intermedia: no lanzar una ofensiva militar tradicional sino usar fuerzas irregulares en territorio checoslovaco al tiempo que desencadenaba una campaña de presión política, exigiendo a Praga la devolución de los territorios de mayoría húngara y autonomía para Eslovaquia y Rutenia. A pesar de las promesas italianas y alemanas, la conferencia de Múnich soslayó las reivindicaciones húngaras. Según el pacto del 29 de septiembre, estas y las polacas debían resolverse mediante conversaciones bilaterales entre los Gobiernos interesados y Checoslovaquia; las potencias solo intervendrían en caso de que no hubiese avances en tres meses.

### Desilusión ante Múnich y acercamiento a Alemania

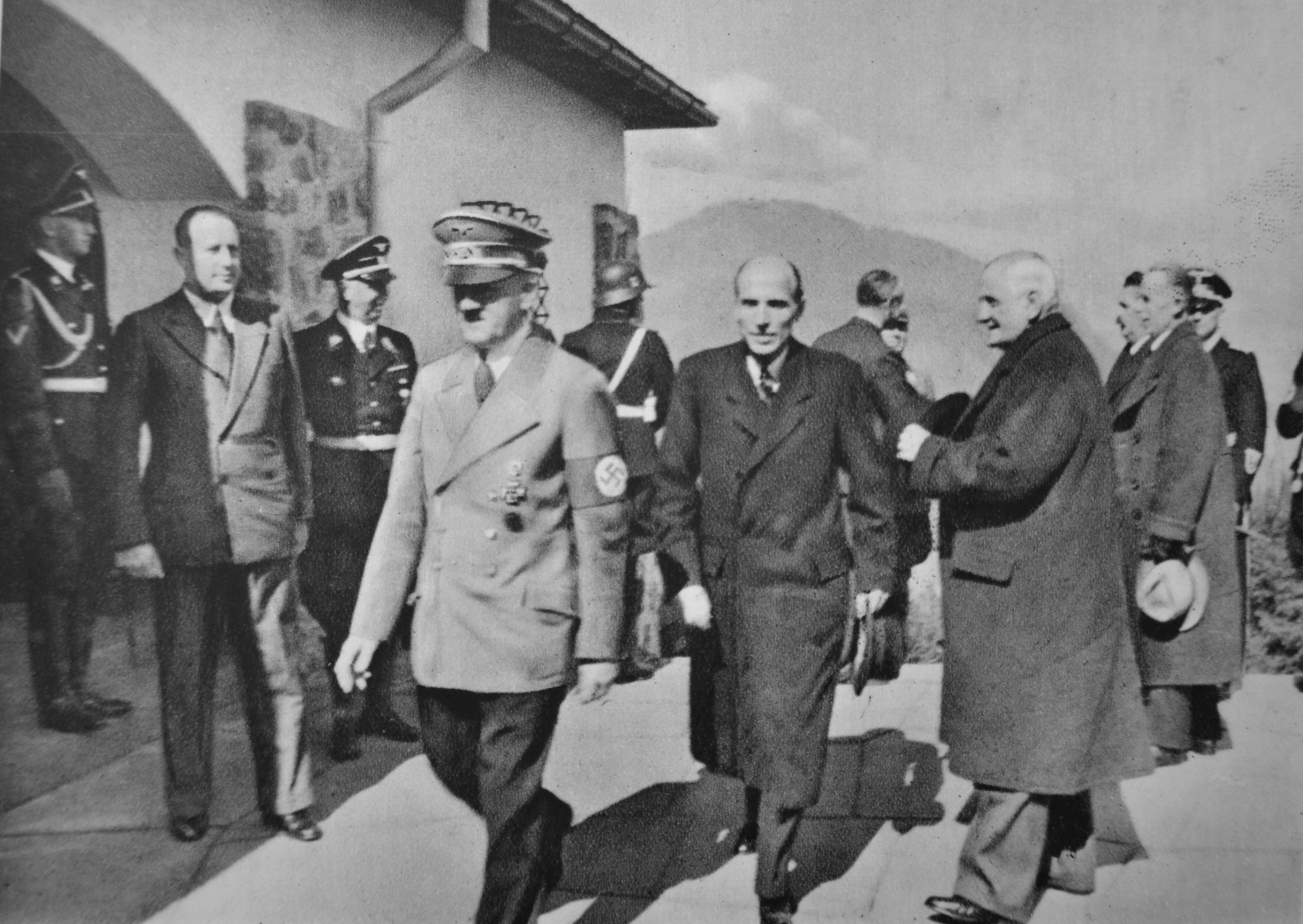
Imrédy, junto a Hitler en una visita al mandatario alemán en 1938.

A finales del verano, Imrédy cambió palmariamente su política. En septiembre de 1938, se presentó como el heredero de Gömbös y adalid de la derecha radical progermana, con un amplio programa de reformas sociales que incluían una reforma agraria y nuevas leyes antisemitas. Para entonces primer ministro había decidido que, ante el cambio del equilibrio de poder en Europa tras los Acuerdos de Múnich y la falta de sensibilidad británica hacia las aspiraciones húngaras, como se acababa de demostrar en dicha ciudad, lo mejor para los intereses húngaros era una estrecha colaboración militar y política con Alemania. Apoyado por el nuevo ministro de Exteriores, se realizaron diversas concesiones políticas y económicas para asegurar la confianza de Hitler. Tanto en la jefatura del Estado Mayor como en el Ministerio de Defensa se colocaron fervientes admiradores de los nazis. Sus declaraciones adoptaron cada vez más una apariencia fascista y, en enero del año siguiente, creó un partido, el Movimiento de la Vida Húngara, de clara inspiración fascista.
Gracias a la nueva cercanía a Alemania e Italia, el país recuperó parte de los territorios perdidos en Checoslovaquia en el Primer arbitraje de Viena en noviembre. Para lograrlo, El Gobierno de Imrédy había presionado a Praga para comenzar negociaciones al tiempo que enviaba unidades paramilitares para  aumentar la tensión. Los húngaros de estas regiones favorecieron el curso ultraderechista de la política de Imrédy, deseosos de compensar sus pérdidas económicas debidas al fin de los aranceles por la unión territorial gracias a las propiedades judías que esperaban obtener de nueva legislación antisemita.
A finales de noviembre, Alemania e Italia vetaron su plan de ocupar Rutenia. A partir de entonces, abandonó completamente la anterior política de equilibrio entre Alemania y Gran Bretaña y realizó cada vez mayores concesiones a los alemanes, tanto en política interior como exterior. En las negociaciones, los húngaros quedaron paulatinamente acorralados por las exigencias alemanas y las concesiones que realizaron voluntariamente con el fin de ganarse la confianza de aquellos. Durante el invierno se prometió a Alemania la retirada del país de la Sociedad de Naciones, la destitución del ministro de Exteriores (muy criticado por Hitler y finalmente relevado a finales de noviembre), la firma del Pacto Anticomintern y el reforzamiento de los vínculos económicos con el Eje. El nuevo ministro de Exteriores se esforzó en estrechar la cooperación del país con el Eje. En política interior lanzó una serie de nuevas leyes radicales, incluyendo una para el endurecimiento de la situación de los judíos —el 21 de diciembre como «regalo navideño», según sus palabras—, que no llegó a promulgar, una reforma agraria y una subida de impuestos para financiar el rearme del país. Asimismo, intensificó la propaganda extremista del Gobierno y permitió el crecimiento de la ultraderecha.

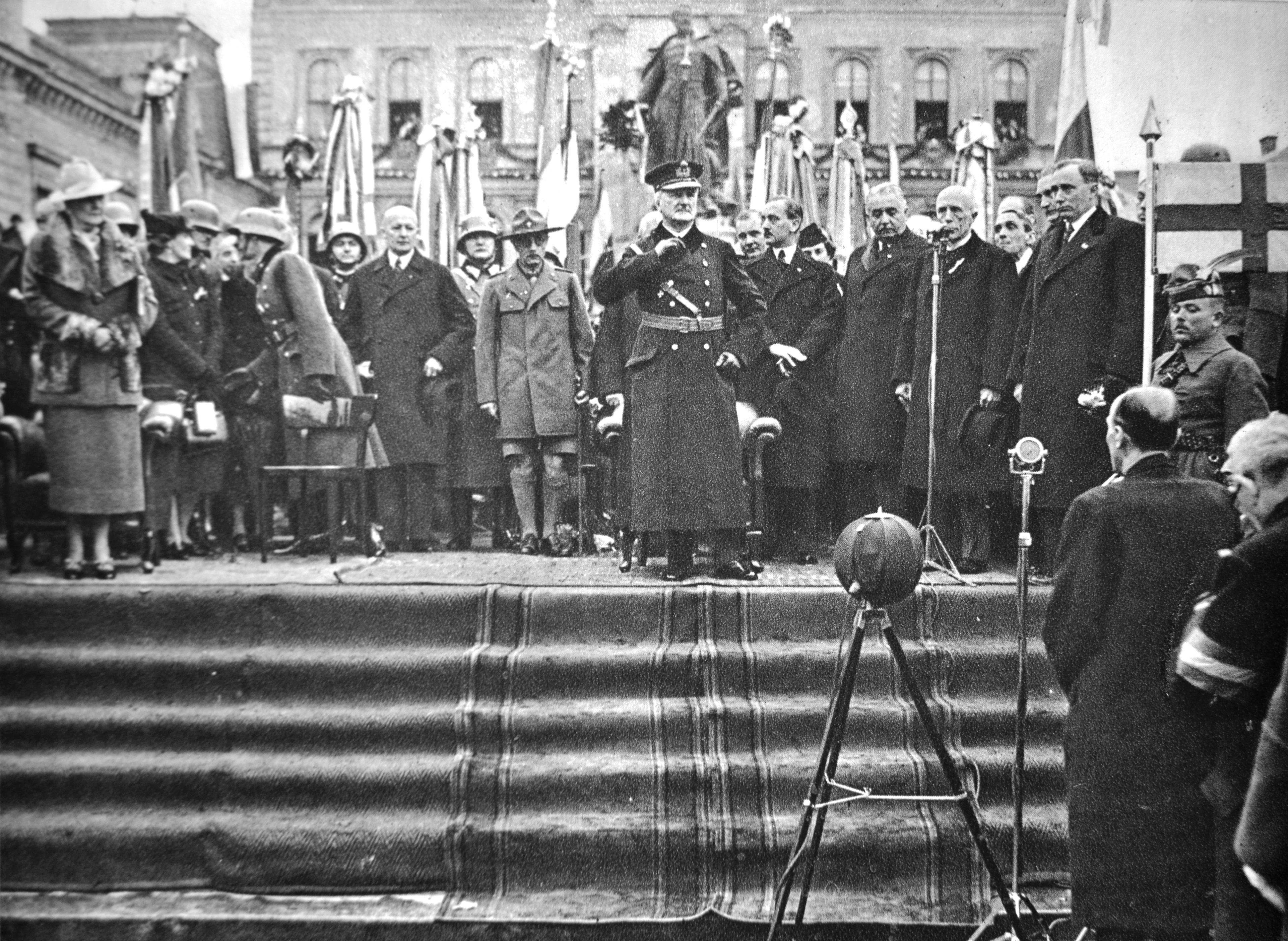
Horthy en Komárno, recuperado en el Primer arbitraje de Viena, en noviembre de 1938. Imrédy le escucha, a la derecha.

Contrarios a la nueva posición de Imrédy, empero, los conservadores dirigidos por el ex primer ministro Bethlen se aliaron con parte de la oposición —liberales y socialdemócratas— para aprobar una moción de censura el 23 de noviembre. Los titubeos de Horthy —temeroso de la reacción alemana— y el apoyo popular permitieron a Imrédy permanecer en el cargo hasta que se demostró su ascendencia judía, lo que llevó a su renuncia a comienzos de 1939.
En enero de 1939, el nuevo ministro de Exteriores, István Csaky, más favorable a Alemania, anunció la adhesión magiar al Pacto Anticomintern, que condujo a la ruptura de relaciones diplomáticas con la URSS. Al mismo tiempo y con el objetivo de recuperar el respaldo alemán perdido durante la crisis checoslovaca, Imrédy prometió la retirada del país de la Sociedad de Naciones para finales de la primavera. Tanto Imrédy como su ministro de Exteriores temían el poderío alemán y creían imposible oponerse a él.
Sus medidas disgustaron a liberales (que creían destruirían el orden interno del país) y conservadores (que rechazaban su reforma agraria): ambos grupos trataron repetidamente de que el regente lo destituyese. Finalmente no fueron los argumentos de los opositores conservadores los que lograron la caída de Imrédy, sino las comprometedoras revelaciones personales que indicaban su ascendencia judía —una bisabuela—, las que le obligaron a dimitir. La oposición le había acusado de tener antepasados judíos, intentando de esta manera que no propusiese como tenía previsto la nueva legislación discriminatoria hacia esta comunidad. Le sucedió el 15 de febrero un conservador, el conde Pál Teleki, de ideas más cercanas a las de Kánya.

## El ala derecha del poder
A partir del fin de su gobierno, Imrédy formó con sus partidarios un bloque parlamentario, primero como parte del partido gubernamental y más adelante como partido separado, que se situó ideológicamente a la derecha del Gobierno, en una postura intermedia entre este y los fascistas del Partido de la Cruz Flechada. Tras la publicación de su origen parcialmente judío, había sopesado abandonar la política, pero abandonó la idea por insistencia de su ambiciosa esposa, que se hallaba convencida de que su marido obtendría el apoyo alemán. Tuvo notable influencia en la selección de candidatos del partido gubernamental a las elecciones de 1939, lo que produjo un reforzamiento de la corriente radical en la composición de la agrupación parlamentaria. El octubre de 1940, abandonó las filas del partido gubernamental junto con otros diecinueve diputados y creó un partido propio.
Volvió efímeramente al Gobierno tras la ocupación alemana del país en marzo de 1944 durante el gobierno de Sztójay, que incluyó a todos los partidarios de los alemanes a la izquierda de Ferenc Szálasi, hasta que, en agosto, el regente Horthy logró su destitución. Al comienzo de la ocupación, había sido el candidato favorito de los alemanes para encabezar el Gobierno, y solo la aversión que Horthy sentía por él hizo que finalmente fuese nombrado Sztójay. Aunque sus partidarios ingresaron inmediatamente en el gabinete de este, el propio Imrédy tuvo que esperar algunos meses para hacerlo por el rechazo del regente. Sus seguidores, empero, recibieron importantes ministerios, como el de Interior, en el que un radical antisemita obtuvo el puesto acompañado por dos subsecretarios de Estado del Partido Nacionalsocialista. Al discrepar con los alemanes sobre algunos asuntos económicos, estos concedieron pronto a otras agrupaciones ultraderechistas más protagonismo que al partido de Imrédy y permitieron que estas le criticasen por su ascendencia judía.
Tras el relevo de Sztójay por el general Géza Lakatos el 29 de agosto de 1944 y la eliminación de sus partidarios del Consejo de Ministros, disolvió su formación política, se retiró al oeste del país y abandonó la intervención en política. Los alemanes le descartaron como posible dirigente del golpe contra Horthy tramado en septiembre.

## Caída y muerte

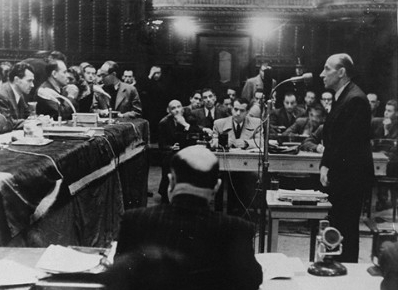
Imrédy ante el tribunal popular.

Tras la retirada del ejército alemán, fue detenido y juzgado en un tribunal popular junto con otros antiguos primeros ministros y políticos. Condenado a muerte (23 de noviembre de 1945), fue ejecutado en el patio de la Academia Musical de Budapest, donde se habían celebrado las vistas del juicio el 28 de febrero de 1946.